# Constantino, o Paflagônio
Constantino (em grego: Κωνσταντίνος; romaniz.: Konstantínos), conhecido como Paflagônio (em grego: ὁ Παφλαγών; romaniz.: hò Paflagón) ou Bárbaro (em grego: ὁ βάρβαρος; romaniz.: hò Bárbaros) eunuco e alto oficial do Império Bizantino do final do século IX e começo do século X. Originário da Paflagônia, foi enviado para Constantinopla onde tornou-se servente do também eunuco Samonas, um influente oficial e favorito do imperador Leão VI, o Sábio (r. 886–912). Constantino ascendeu nas fileiras imperiais até tornar-se paracemomeno (camareiro chefe) de Leão VI em 911–912, substituindo seu antigo mestre.
A medida que Constantino ganhava a preferência imperial, passou a ser vítima das maquinações do último, que temia por sua posição, mas acabou saindo ileso. Ele adquiriu novamente o posto durante a regência de Zoé Carbonopsina em 913–919 pelo infante Constantino VII Porfirogênito (r. 913–959), onde desempenhou um importante papel no governo de Estado. Ele perderia seu posto após ter apoiado seu parente Leão Focas, o Velho em uma rivalidade mal-sucedida com Romano I Lecapeno (r. 920–944) para o controle do trono e Constantino VII, mas foi mais tarde nomeado para o posto de primicério de Romano Lecapeno.

## Biografia

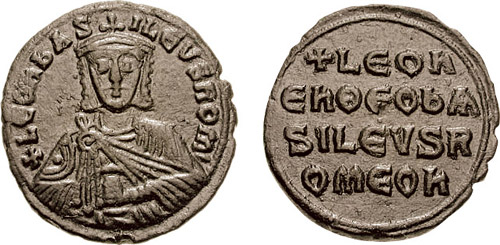
Fólis de r.

Constantino era filho de um fazendeiro ou proprietário de terra chamado Métrio e originário de uma comunidade da Paflagônia na qual era habitual a castração de crianças com intuito de enviá-las para Constantinopla para fazer fortuna. Ele foi cognominado "Bárbaro", mas é incerto porque. A Vida de Basílio relata que reflete sua origem estrangeria, mas sua família parece ter sido bizantina nativa; é possível que o relato da Vida é uma tentativa posterior de explicar seu sobrenome. Alternativamente, poderia ser um referência derrogatória para suas raízes rústicas da Paflagônia. Constantino foi castrado por seu pai ainda na infância precisamente para abrir-lhe possibilidade de carreira na corte. Ele teve ao menos uma irmã, que foi esposa do general Leão Focas, o Velho, e era um parente dos oficiais eunucos Constantino e Anastácio Gongila.
Constantino é mencionado pela primeira vez no registro de Teófanes Continuado que menciona-o como "o [homem]-servo" (anthropos autou) e um antigo servo ou escravo (douleusas) do magistro e cartulário do canícula Basílio, de quem nada se sabe. Devido a esta fonte, autores como Shaun Tougher consideram-no um "eunuco servo", porém, revisões mais recentes, como a de Paul Stephenson, ao considerarem a divergência terminológica do termo anthropos, especulam que pode ter sido também um escravo emancipado. Constantino então entrou no serviço do poderoso camareiro imperial, Samonas. O último era um eunuco prisioneiro de guerra árabe que tornou-se favorito do imperador Leão VI, o Sábio (r. 886–912), ascendendo ao posto de patrício, o mais algo posto cortesão aberto aos eunucos, e a posição de protovestiário. Por 907, ele havia sido agraciado com o posto cortesão supremo de paracemomeno.

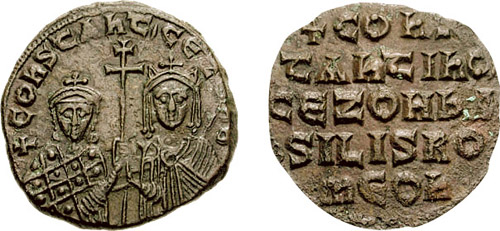
Fólis de r. com sua mãe Zoé Carbonopsina r.

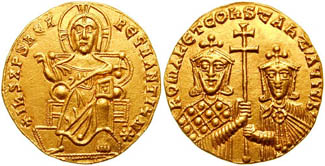
Soldo de r. e r.

No mesmo ano, Samonas, tentando congregar-se com a quarta esposa do imperador, Zoé Carbonopsina, presenteia-a com Constantino; segundo outras fontes como Ringrose, Samonas presenteou Constantino Porfirogênito, o filho e sucessor de Leão VI. O casal imperial imediatamente afeiçoou-se pelo eunuco, de modo que Samonas começou a temer por sua própria influência e posição. Como resultado, tentou caluniar Constantino, alegando que estaria tendo um caso com a imperatriz. Leão inicialmente acreditou nas acusações e baniu o acusado para o Mosteiro de São Tarásio; seria o próprio Samonas a realizar a tonsura de Constantino. Logo, contudo, Leão começou a sentir falta de seu novo favorito. Ele havia transferido-o para o Mosteiro de Espira, cujo proprietário era Samonas, e durante uma "visita" acidental, perdoou-o e levou-o de volta para o palácio.
Samonas então recorreu a outro esquema: com seu secretário, Constantino, o Ródio, produziu um panfleto, supostamente escrito por Constantino, que insultava o imperador e providenciou para que Leão o lesse. Suas maquinações, contudo, falharam devido à traição de seus companheiros e Samonas foi demitido, tonsurado e banido para o mosteiro de Martinácio no verão de 908. Constantino, por outro lado, recebeu o título de patrício e foi elevado ao posto de paracemomeno, Leão presentou-o com um mosteiro em Nósias, que foi inaugurado pelo imperador e patriarca Eutímio I (r. 907–912) em pessoa. No final do reinado de Leão VI, sua irmã de nome desconhecido casou-se com o oficial Leão Focas, o Velho, com quem manteve estreitas ligações nos anos seguintes. Com a morte de Leão VI, Constantino foi aparentemente demitido de sua posição de paracemomeno por Alexandre (r. 912–913), irmão e sucessor do falecido, que instalou o patrício Barbato em seu lugar.
As fontes relatam, entretanto, que a imperatriz Zoé chamou-o novamente para ocupar seu posto quando ela assumiu a regência do infante Constantino VII Porfirogênito (r. 913–959) no outono de 913. Logo depois disso, Constantino acusou Teofilacto, o recém-nomeado comandante da guarda imperial, a Heteria, de conspirar para fazer sue irmão imperador. A imperatriz Zoé acolheu as acusações e demitiu o oficial.  Durante o restante da regência de Zoé, Constantino desempenhou um papel aparentemente grande no governo do Estado. Duas cartas do patriarca Nicolau Místico (r. 912–925) para Constantino (ou um subordinado) mostram seu envolvimento na administração financeira — especialmente a exploração da propriedade da igreja em benefício do tesouro do Estado — bem como a organização de jogos com lutas de animais e aliança com os pechenegues, um evento que o patriarca condenou como não cristão, e pelo que ele ordenou que Constantino e outros oficiais proeminentes conduzissem uma penitência. Em algum momento durante este período (914–918), sua irmão morreu, e Nicolau Místico escreveu-lhe uma carta de condolências. No Sobre a Administração Imperial, composto por Constantino VII mais adiante em seu reinado, Constantino, o Paflagônio é descrito como incompetente e criticado por algumas de suas decisões acerca de promoções e nomeações.

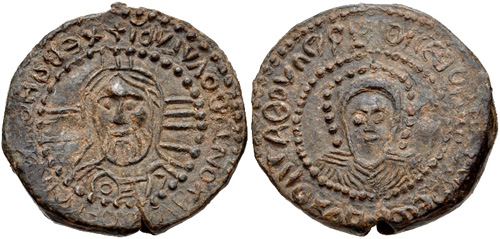
Selo do imperador Simeão r.

Constantinopla bizantina

Após uma série de desastres militares na guerra em curso contra a Bulgária do imperador Simeão I, o Grande (r. 893–927), o regime de Zoé foi abalado, e o caminho para o trono foi aberto para líderes militares ambiciosos: o cunhado de Constantino, Leão Focas, e o comandante da frota imperial Romano Lecapeno (posteriormente imperador em 920–944). Embora ambos carregassem grande responsabilidade pelas derrotas contra a Bulgária, controlaram as únicas forças prontamente disponíveis próximo de Constantinopla. Segundo os cronistas bizantinos, no inverno de 918/919 (ou inverno de 919/920, a data é disputada entre os estudiosos), Constantino começou a maquinar para assegurar a ascensão de Focas ao trono. Alertado por seu tutor Teodoro, o jovem Constantino VII virou-se para Lecapeno para apoio. O último inicialmente hesitou, mas posteriormente concordou. É, contudo, possível que a história da conspiração contra Constantino foi uma invenção posterior criada pelos apoiantes de Lecapeno, para justificar suas ações que culminaram em sua posterior usurpação do trono. Embora a aliança entre Lecapeno e o jovem imperador tornou-se conhecida na capital, Constantino Paflagônio desconsiderou-a, de modo que quando ele ordenou que a frota fosse paga e descarregada, ele não estava preocupado o suficiente para não visitar os navios em pessoa, ao que foi devidamente feito prisioneiro pelos homens de Lecapeno.
Quando a imperatriz foi ao porto para questionar as razões para seu favorito ser preso, Teodoro respondeu que Leão Focas havia arruinado o Estado (através de sua liderança falha contra os búlgaros) e Constantino estava arruinando o palácio. O golpe sem sangue foi um sucesso: Nicolau Místico foi renomeado como gerente no lugar de Zoé, e seu primeiro passo foi demitir Leão Focas de seu posto como doméstico das escolas. Como o patriarca tentou conter o poder de Lecapeno, contudo, em 25 de março o almirante tomou o porto do Bucoleão e forçadamente removeu o patriarca do palácio. Constantino VII foi ostensivamente instalado como imperador único, mas o poder agora recaiu sobre Lecapeno e seus apoiantes. Permitiu-se que Constantino Paflagônio mantivesse por algum tempo sua posição, mas apenas após jurar lealdade e escrever cartas para seu cunhado alertando-o que não se rebelasse contra o imperador. Isso foi em vão, pois em outubro de 920 Focas ergueu-se em revolta. As fontes relatam que o paracemomeno apoio sua oferta para o trono, mas isso parece improvável, pois ele não foi punido após o fracasso da revolta de Focas.
Segundo a Vida de Basílio, o Jovem, Constantino reteve a posição de primicério durante a segunda metade do reinado de Romano Lecapeno (i.e. entre 931 e 944), e recebeu permissão de manter seu palácio próximo de Arcadianas, construído por ele às custas imperiais durante seu mandato como paracemomeno. O hagiógrafo relata que Constantino abrigou Basílio em seu palácio por vários antes até sua morte, dando-lhe uso de uma porção dele como sua residência, que ele utilizou para receber visitas e realizar milagres de cura; e que lá Basílio familiarizou-se com vários membros seniores da corte, incluindo o imperador Romano Lecapeno e a imperatriz Helena Lecapena. Constantino ainda estava vivo quando Basílio morreu em 944 (ou 952).